# Lutas nos Jogos Sul-Asiáticos de 2006
As lutas nos Jogos Sul-Asiáticos de 2006 ocorreram entre 24 e 26 de agosto. Sete categorias foram disputadas.

## Calendário
| Agosto | 14 | 16 | 17 | 18 | 19 | 20 | 21 | 22 | 23 | 24 | 25 | 26 | 27 | 28 | Finais |
| ------ | -- | -- | -- | -- | -- | -- | -- | -- | -- | -- | -- | -- | -- | -- | ------ |
| Lutas  |    |    |    |    |    |    |    |    |    |    | 4  | 3  |    |    | 7      |

## Quadro de medalhas
| Ordem | País        | Medalha de ouro | Medalha de prata | Medalha de bronze |    |
| ----- | ----------- | --------------- | ---------------- | ----------------- | -- |
| 1     | Paquistão   | 6               | 1                |                   | 7  |
| 2     | Afeganistão | 1               | 4                | 1                 | 6  |
| 3     | Sri Lanka   |                 | 1                | 3                 | 4  |
| 4     | Nepal       |                 | 1                | 1                 | 2  |
| 5     | Bangladesh  |                 |                  | 2                 | 2  |
| TOTAL | TOTAL       | 7               | 7                | 7                 | 21 |

## Medalhistas
| Evento               | Ouro                         | Prata                                 | Bronze                             |
| Até 55 kg masculino  | AFG Afeganistão Abdul Karim  | PAK Paquistão Azhar Hussain           | Sem registro                       |
| Até 60 kg masculino  | PAK Paquistão M Farooq Ahmad | SRI Sri Lanka R I Liyanage            | AFG Afeganistão Amir Jan           |
| Até 66 kg masculino  | PAK Paquistão Ghulam Haider  | AFG Afeganistão Mohomad Humayom Amany | Sem registro                       |
| Até 74 kg masculino  | PAK Paquistão Mohammad Ali   | AFG Afeganistão Naseer Ahamed         | SRI Sri Lanka K L T Sangeewa       |
| Até 84 kg masculino  | PAK Paquistão Usman Majeed   | AFG Afeganistão Mohomad Razab         | Sem registro                       |
| Até 96 kg masculino  | PAK Paquistão Mohammad Umar  | AFG Afeganistão Ahamad Shah           | BAN Bangladesh M D Mizanor Rahamon |
| Até 120 kg masculino | PAK Paquistão M Bashir Bhola | NEP Nepal Dharma Raj Yadev            | SRI Sri Lanka M K C Fernando       |